# 巴拉顿乌德沃里
巴拉顿乌德沃里（匈牙利語：Balatonudvari）是匈牙利维斯普雷姆州巴拉頓菲賴德區所辖的一个村，总面积18.80平方公里，总人口296，人口密度15.7人/平方公里（2010年1月1日）。